# Brennerský úpatní tunel
Brennerský úpatní tunel (německy Brennerbasistunnel, italsky Galleria di base del Brennero) je úpatní železniční tunel, který je ve výstavbě na hranicích Rakouska a Itálie. Tunel procházející pod Brennerským průsmykem bude po dokončení 55 kilometrů dlouhý. Severní portál je nedaleko Innsbrucku v Rakousku a jižní u současného nádraží Fortezza v Itálii. Tunel bude součástí sítě TEN-T a zrychlí cestu mezi Innsbruckem a Bolzanem z 2 hodin na 50 minut. Přípravy začaly v roce 1999. Dokončení tunelu bylo plánováno původně na rok 2015, poté posunuto na 2022, 2028 a pak na 2032.